# Rupture de Ficarolo

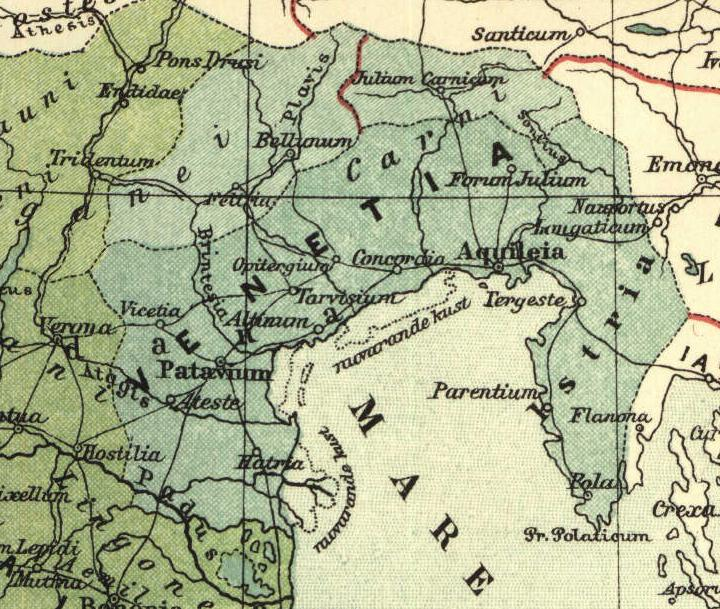
Du temps de Auguste le Pô (en latin Padus) débouchait plus au sud en suivant le bras du Primaro; le bras du Volano était la limite entre la Regio X Venetia et Histria et la Regio VIII Aemilia.

La rupture de Ficarolo (rotta di Ficarolo)  est une crue qui causa des désastres au long du cours du Pô en 1152. En réalité, il s’agissait vraisemblablement, d’une série de diverses ruptures non maîtrisées qui se succédèrent sur environ une vingtaine d’années.

## Situation antérieure
Avant la chute de l’Empire romain d'Occident, le cours principal du fleuve Pô suivait le bras du Primaro, c’est-à-dire plus au sud par rapport au cours actuel, débouchant à 17 km de Ravenne.
À la suite du désastre hydrographie de la Vénétie, survenu lors de la rupture de la Cucca du 17 octobre 589, le cours principal du Pô se déplaça plus au nord, suivant le bras du Volano.
Ces deux bras, à la suite d'un processus naturel de sédimentation des matières solides et le manque d’entretien de leurs lits, devinrent imprévisibles et débordèrent fréquemment.

## Rupture des digues
En 1152, à la suite de fortes et fréquentes précipitations, le Pô rompit ses digues en plusieurs endroits près de Ficarolo et noya la campagne et les plaines marécageuses de la Polésine.
La rupture resta dans cet état pendant une vingtaine d’années.
La famille d'Este qui, à cette époque, gouvernait sur tout le territoire traversé par le bas Pô, s’occupèrent des travaux d’endigage du nouveau bras, qui prit ensuite le nom de "Po de Ficarolo".
Divers hameaux et communes furent divisées en deux : par exemple Santa Maria Maddalena (hameau de l’actuel Occhiobello) fut séparée de Pontelagoscuro, la Guardazzola (l'actuelle Guarda Veneta) séparée de Guarda (l'actuelle Guarda Ferrarese, hameau de Ro), Adria séparée de Corbola et Berra de Ariano.

## Conséquences
Les bras du Pô de Volano et de Primaro baissèrent progressivement de débit et perdirent de l’importance. Le nouveau cours du fleuve s’étendit sur un tracé plus septentrional, correspondant grosso modo à l’actuel jusqu’à Ariano, où il se séparait en deux bras :
- le Pô de Fornaci suivant la direction nord-est pour déboucher dans la mer Adriatique près de Porto Viro qui, à cette époque, se trouvait sur le territoire contrôlé par le Dogado de Venise (Duché de venise); Ensuite, du Pô de Fornaci se formèrent trois autres bras du delta :
  - le Pô de Tramontana vers le nord, qui débouchait près de l’actuelle Rosolina,
  - le Pô du Levant vers l’est, qui correspond grosso modo au canal actuel du même nom,
  - le Pô de Scirocco vers le sud.

En particulier, ce fut le Pô de Tramontana qui préoccupa, quelques siècles plus tard, les Vénitiens et les poussèrent, en 1600, à accomplir l’œuvre d’ingénierie hydraulique appelée "taglio di Porto Viro", terminée en 1604 et qui donna au Pô son cours actuel.
Le Tartaro et l'Adige devinrent les derniers affluents de gauche du Pô delle Fornaci.
- Le Pô de Ariano suivait grosso modo le tracé actuel du Pô de Goro, débouchait à Mesola, puis se divisa en deux bras :
  - le Pô de Goro ;
  - le Pô dell’Abate.

## Sources
- (it) Cet article est partiellement ou en totalité issu de l’article de Wikipédia en italien intitulé « Rotta di Ficarolo » (voir la liste des auteurs).